# Garawangi (Garawangi)
Garawangi is een bestuurslaag in het regentschap Kuningan van de provincie West-Java, Indonesië. Garawangi telt 3539 inwoners (volkstelling 2010).